# Jarville-la-Malgrange
Jarville-la-Malgrange is een gemeente in het Franse departement Meurthe-et-Moselle in de regio Grand Est. De plaats maakt deel uit van het arrondissement Nancy. Jarville-la-Malgrange telde op 1 januari 2022 9.362 inwoners.

## Geografie
De oppervlakte van Jarville-la-Malgrange bedroeg op 1 januari 2022 2,43 vierkante kilometer; de bevolkingsdichtheid was toen 3.852,7 inwoners per km².

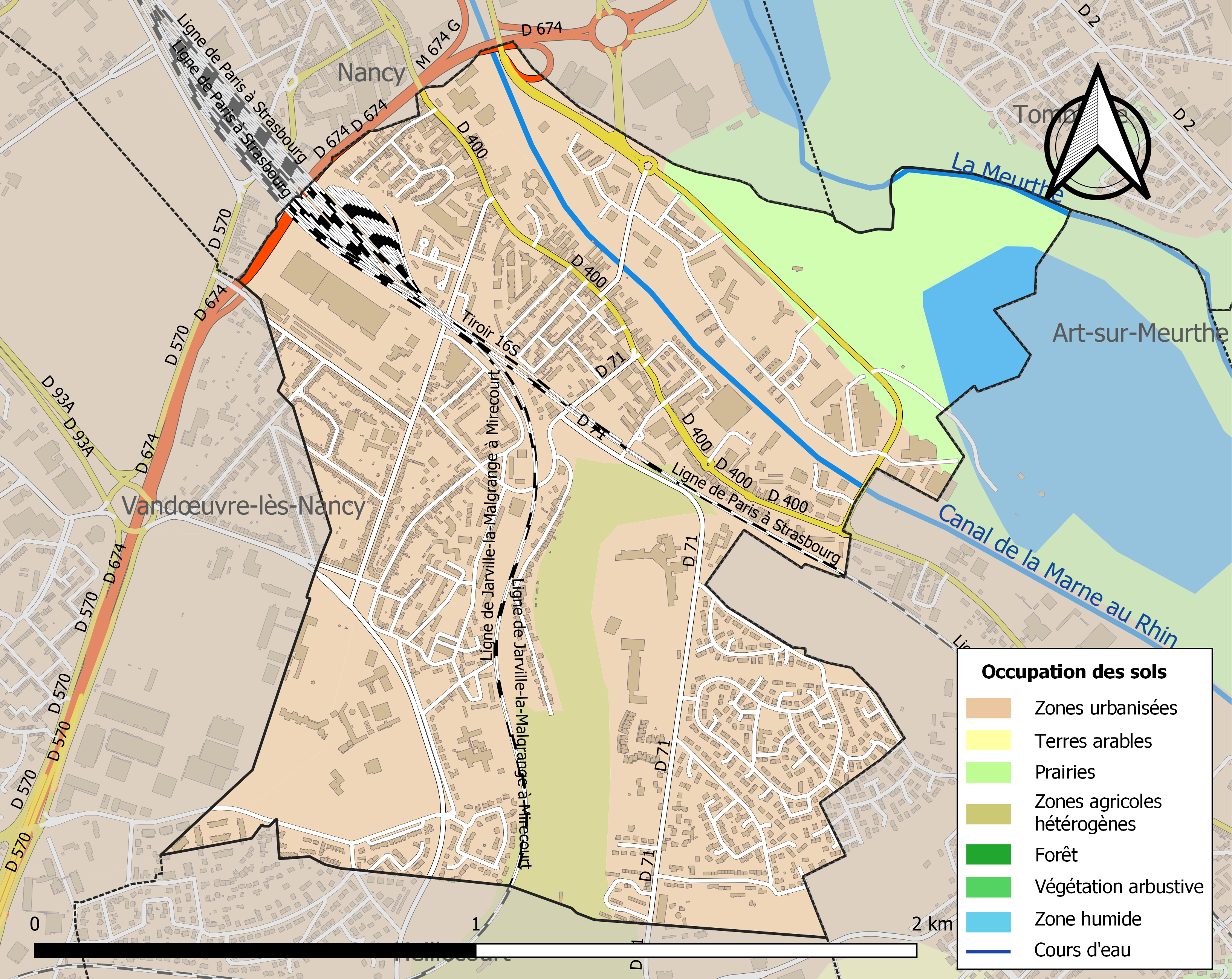
Kaart van de gemeente met de belangrijkste infrastructuur, bodemgebruik en omliggende gemeenten

## Demografie
De figuur toont het verloop van het inwonertal (bron: INSEE-tellingen).